# Sredice Gornje
Sredice Gornje – wieś w Chorwacji, w żupanii bielowarsko-bilogorskiej, w gminie Kapela. W 2011 roku liczyła 159 mieszkańców.